# デブブ地方
デブブ地方（英語: Southern region、ティグリニャ語: ዞባ ደቡብ〔Zoba Debub〕）はエリトリアの行政区画。

## 概要
デブブ地方は、エリトリアの行政区画。英訳名は Southern region（南部州）。州都はメンデフェラ。南部でエチオピアと国境を接している。西でガシュ・バルカ地方、北でマアカル地方、東でセメナウィ・ケイバハリ地方と州境を接している。面積は8,000平方キロメートル。行政官はムスタファ・ヌルフセイン（2007年現在）

## デブブ地方の下部行政区画
- アディ・ケイ地区（英語版） - 行政府所在地：アディ・ケイ(Adi Keyh)
- アディ・クワラ地区（英語版） - 行政府所在地：アディ・クワラ（英語版）(Adi Quala)
- アレザ地区（英語版） - 行政府所在地：アレザ（英語版）(Areza)
- デバルワ地区（英語版） - 行政府所在地：デバルワ（英語版）(Debarwa)
- デケムハレ地区（英語版） - 行政府所在地：デケムハレ（英語版）(Dekemhare)
- クド・アブール地区（英語版） - 行政府所在地：クド・アブール（英語版）(Kudo Ab'ur, Kudo Be'ur)
- テラ・エムニ地区 - 行政府所在地：テラ・エムニ(Tera-Emni)
- マイ・ムネ地区（英語版） - 行政府所在地：マイ・ムネ(Mai-Mne)
- メンデフェラ地区（英語版） - 行政府所在地：メンデフェラ(Mendefera)
- セゲネイティ地区（英語版） - 行政府所在地：セゲネイティ(Segeneiti)
- セナフェ地区（英語版） - 行政府所在地：セナフェ（英語版）(Senafe)
- ツォロナ地区（英語版） - 行政府所在地：ツォロナ(Tsorona)